# Безотточна област
Безотточната област е вътрешноконтинентална територия от земната повърхност, която или не се отводнява, или ако се отводнява, водата не достига до световния океан. Имат сух, но невинаги горещ климат. В днешно време безотточните области заемат около 32 милиона km2, което е около 21,5% от площта на сушата. Смята се, че поради климатичните промени, свързани с дейността на човека, безотточните области увеличават своите размери. Големи безотточни области има в пустинните – Сахара, Калахари, Атакама (пустиня), Гоби, пустините в Австралия и др., или полупустините. Само много мощни реки, получаващи своето подхранване в много влажни райони, успяват да пресекат безотточни области и да намерят път към морето. Тези реки се наричат транзитни. Типичен пример за такава река е Нил, която пресича източната безотточна област на Сахара, без да получи нито един приток на протежение от близо 2000 km. В полупустинните области обикновено текат реки, които в най-ниската част образуват вътрешна суха делта, езеро или вътрешноконтинентално море, което приема водите на притоците си, но не се оттича. Поради силното изпарение водата в тези езера е солена, а някои езера сезонно пресъхват или силно намаляват размерите си. Проблем възниква и със засоляването на почвата, което пречи на земеделието.
Безотточни области има на всички континенти, вкл. и на Антарктида.

## Безотточни езера
- Каспийско море и поречието на Волга
- Аралско море с притоци Амударя и Сърдаря
- Езерото Балхаш
- Таримска котловина с езерото Лоп Нур, северозападен Китай
- Мъртво море с основен приток р. Йордан
- Езерото Ван, Източна Турция
- Езеро Чад, Африка
- Долината на смъртта, САЩ
- Голямото солено езеро, САЩ
- Титикака, Южна Америка
- Лагуна дел Карбон, Южна Америка
- Езерото Восток, Антарктида
- Еър, Австралия